# 弗里德里希·马克西米利安·冯·克林格
弗里德里希·马克西米利安·冯·克林格（德語：Friedrich Maximilian von Klinger，1752年2月17日—1831年3月9日）德国剧作家、小说家。狂飙突进运动即以他的戏剧作品《狂飙突进》（1776）命名。他自幼与约翰·沃尔夫冈·冯·歌德交好，并与雅各布·迈克尔·莱因霍尔德·伦茨过从甚密。克林格在塞勒斯剧团工作了两年，但最终离开普鲁士王国，成为俄罗斯帝国军队的一名将军。